# Pont Marie
El pont Marie és un pont que travessa el Sena a París, a França. Connecta l'île Saint-Louis al quai de l'Hôtel-de-Ville, al  4t districte.

## Història
El pont Marie deu el seu nom a l'enginyer Christophe Marie. Aquesta construcció data del segle xvii, el que en fa un dels ponts més antics de París. Realitzat per seguir la urbanització de l'île Saint-Louis, la seva construcció es va allargar durant 20 anys, de 1614 fins a 1635. En aquesta data, és s'obrí a la circulació. El 1658, el Sena aleshores en crescuda s'endú els dos arcs amb les vint cases que el muntaven. El 1660, un pont de fusta restableix la circulació. La construcció en pedra no comença fins al 1677 després de la intervenció de  Colbert. El 1769, totes les construccions de cases sobre els ponts es prohibeixen.

## Característiques
- Tipus de construcció: pont en arc
- Construcció: 1614 - 1635
- Inauguració: 1635
- Arquitectes: Rémy Collin, Jean Delgrange, Christophe Marie
- Material: pedra
- Longitud total: 92 m
- Amplada de la biga: 22 m
- Amplada útil: 22 m

Una de les seves particularitats és que els cinc arcs que el componen són diferents.
El point Marie constitueix també el punt quilomètric 0  per a la part del Sena que se situa més avall del pont (la part més amunt té el seu PQ 0 a Marcilly-sur-Seine).

## Galeria

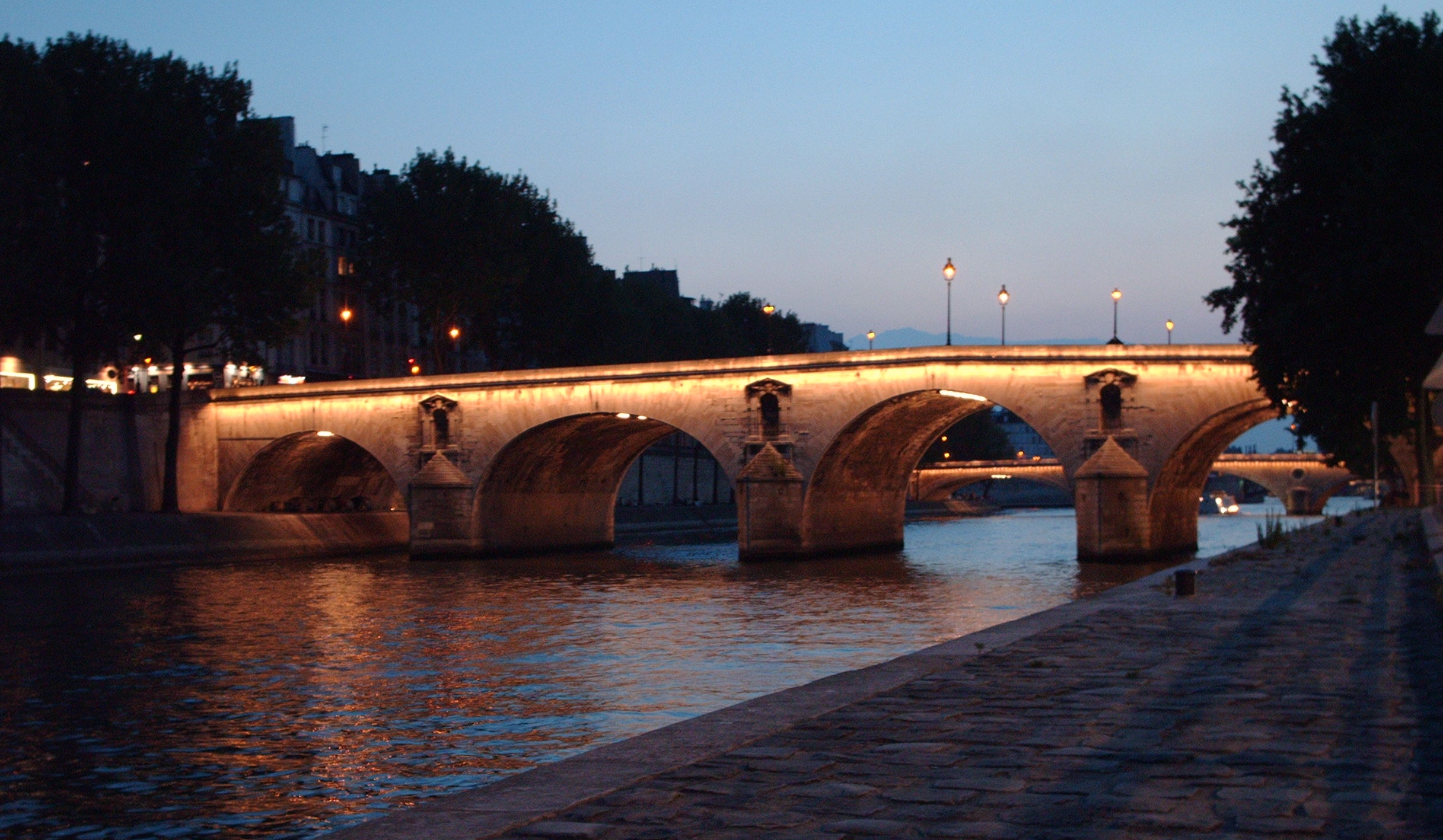
El pont Marie al crepuscle
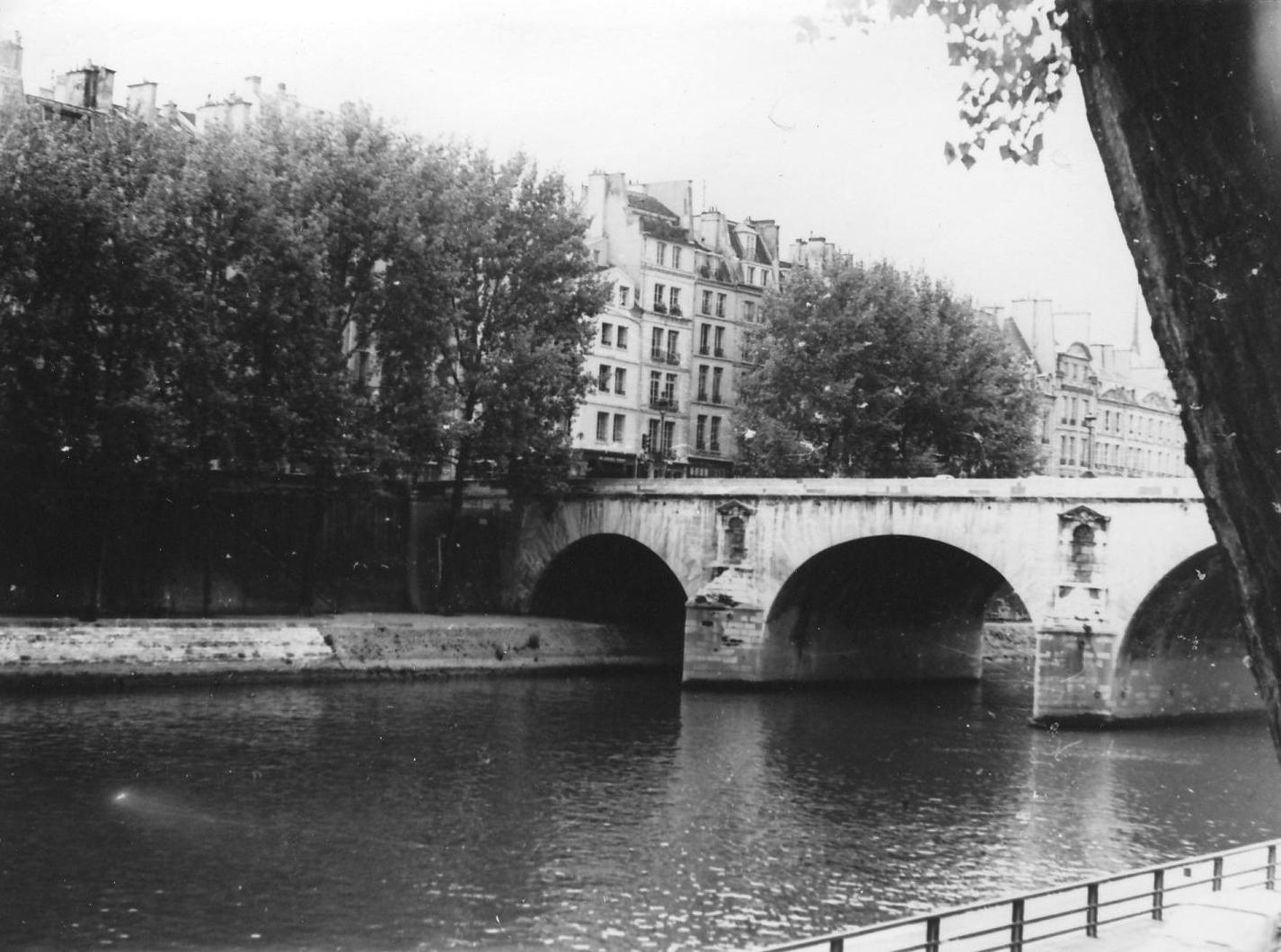
El Pont Marie el 1981
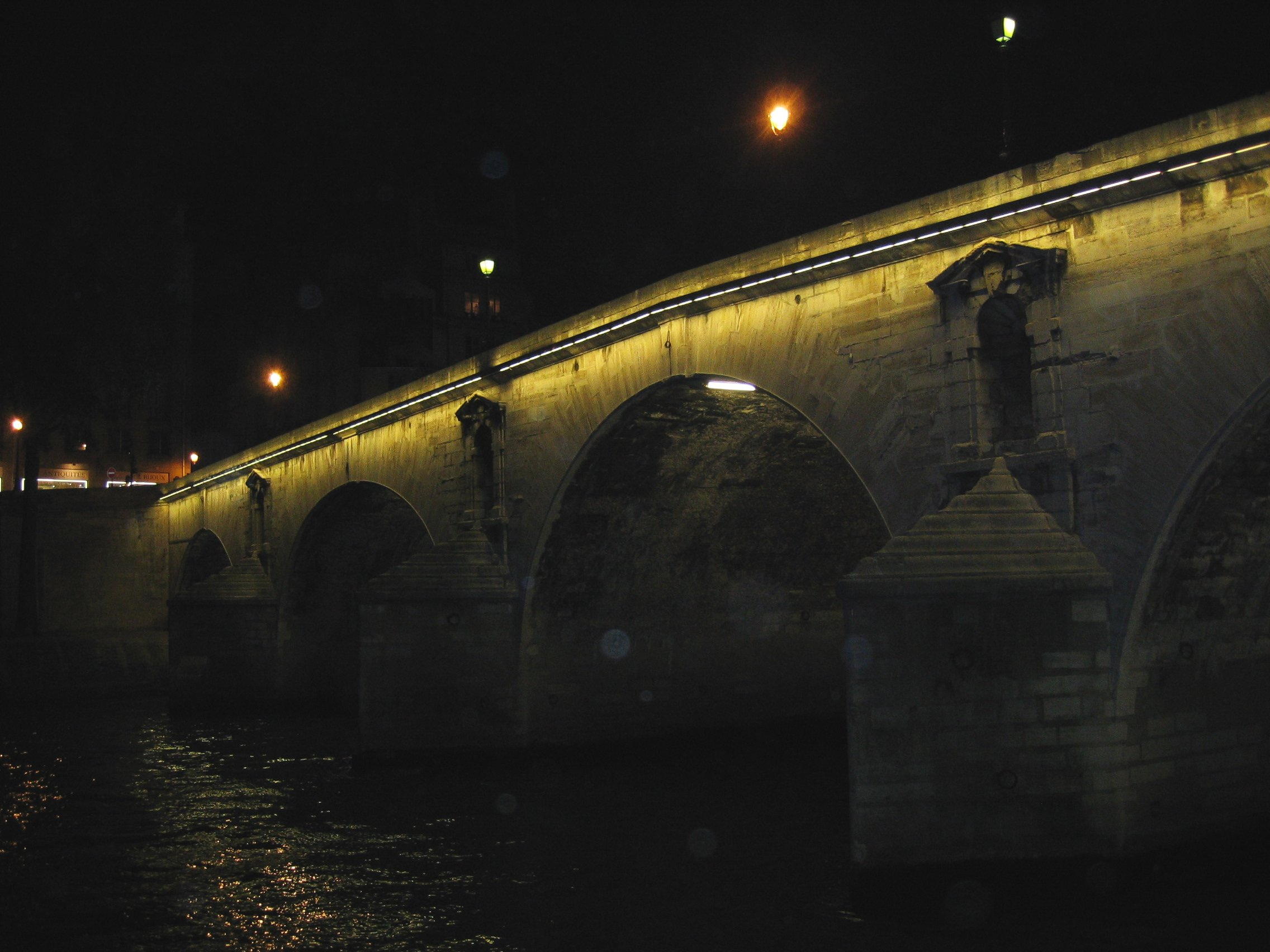
El Pont Marie de nit